# Моррис (город Манитоба)
Моррис (англ. Morris) — небольшой канадский город в Пембина-Вэлли, провинция Манитоба. Расположен в 51км к югу от  Виннипега. Назван в честь Александра Морриса, второго вице-губернатора Манитобы.
Население — 1 916 человек (2016 год).
В Моррисе проходит ежегодная Manitoba Stampede and Exhibition - соревнования по профессиональному родео в рамках канадского тура Manitoba Stampede.

## История
Город имеет очень долгую историю, связанную с компаниями по торговле мехом. Торговцы мехом начали селиться в районе Моррис в конце 18 века из-за его стратегического расположения вдоль Ред-Ривер. К 1801 году в поселении было две станции по торговле мехом - Северо-Западная компания и XY Company. Баржи ходили вверх и вниз по Ред-Ривер, а повозки, запряженные волами, которые курсировали между Форт-Гарри и поселением Пембина, проходили прямо через Моррис и предлагали множество возможностей для торговли.
К 1874 году повозки, запряженные волами, начали перевозить поселенцев в районы вокруг реки Скретчинг (ныне река Моррис), и население начало расти. Город Моррис был назван в честь Александра Морриса, второго вице-губернатора Манитобы, и был официально зарегистрирован в 1883 году.
Моррис - одна из 18 общин в долине Ред-Ривер в Манитобе, окруженная кольцевой дамбой. Первая кольцевая дамба была построена для защиты города от наводнения на Ред-Ривер в 1966 году инженерами канадской армии, Службой спасения меннонитов и местными добровольцами. Постоянная дамба защитила Моррис во время наводнения на Ред-Ривер в 1997 году.

## География
Город Моррис расположен в центре долины реки Ред-Ривер. Неглубокая долина простирается на многие километры к востоку и западу, но поднимается максимум на несколько метров. Земля удивительно плоская. Неоднократные наводнения в прошлом оставили дно долины покрытым богатым речным илом. Прекрасные черноземы являются одними из самых плодородных сельскохозяйственных почв в мире. Долина Ред-Ривер является частью остатков доисторического озера Агассис, которое когда-то было намного больше озера Верхнее, самого большого из пяти Великих озер.

## Экономика
Экономика Морриса основана на сельском хозяйстве. Город Моррис является крупным поставщиком услуг для близлежащего сельскохозяйственного сообщества. В настоящее время предприятия и производители в Моррисе производят и поставляют разнообразные товары как на национальный, так и на международный рынки.

## Manitoba Stampede and Exhibition

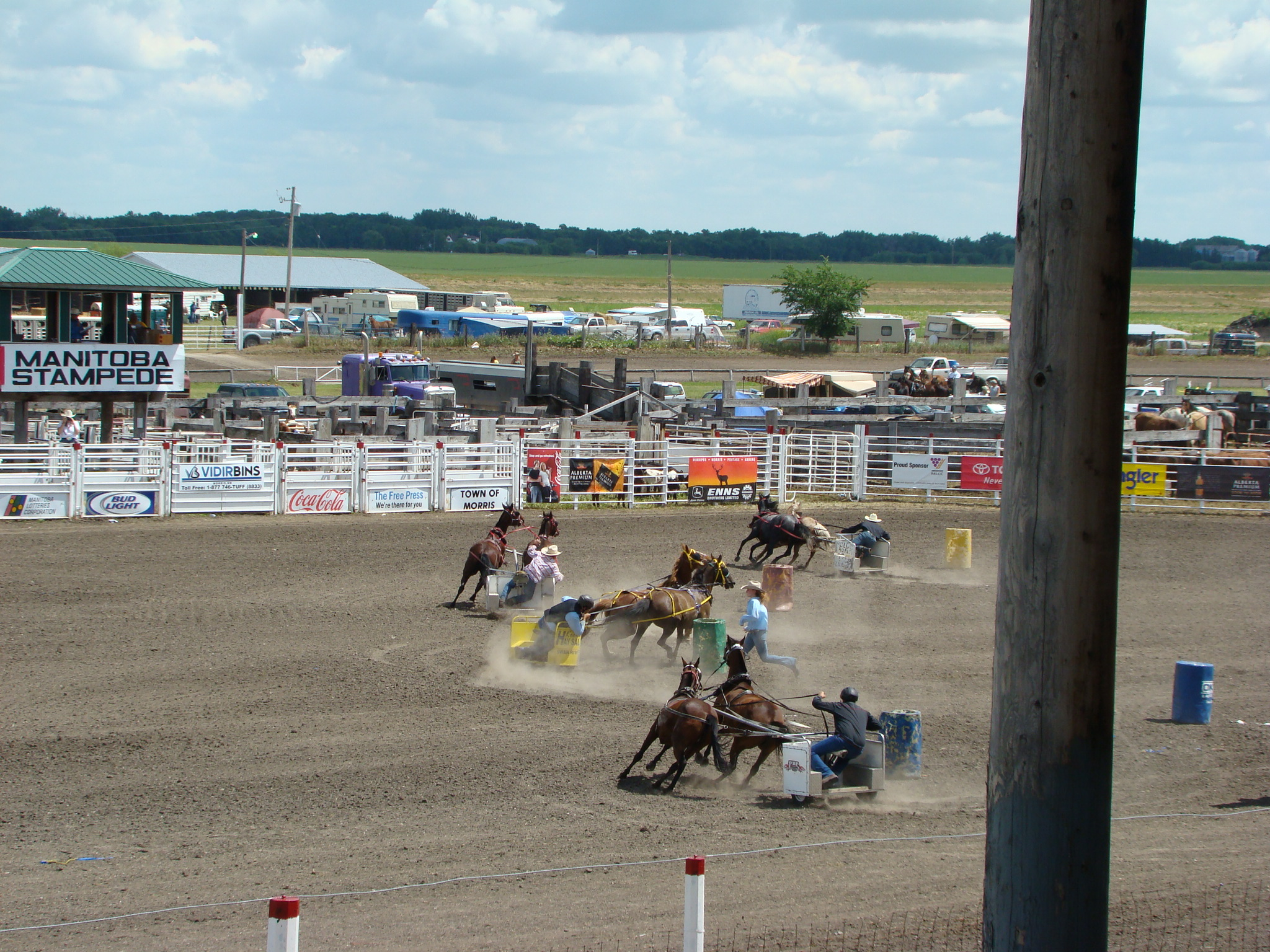
Manitoba Stampede 2008 in Morris

В городе Моррис каждый июль общество Valley Agricultural Society устраивает Manitoba Stampede and Exhibition, известную как Big "M".
В течение четырех дней тысячи зрителей и участников со всей Северной Америки приезжают посмотреть на соревнования. Одно из крупнейших ковбойских шоу в провинции, шоу легкой и тяжелой атлетики, конкурсы школьных работ и домашних поделок, коммерческие и ремесленные выставки, знаменитый контактный зоопарк Loule, аттракционы на полпути, бесплатные семейные развлечения, кабаре в помещении по пятницам и субботам вечером с участием лучших кантри-групп, общественная церковная служба и детские тракторные гонки в воскресенье. Manitoba Stampede and Exhibition - крупнейшее профессиональное родео к востоку от Калгари. Сельскохозяйственное общество Valley Agricultural Society, образованное в 1895 году, первоначально было создано как сельскохозяйственная ярмарка. Эта ярмарка была объединена с профессиональным родео в 1964 году, чтобы стать ежегодным мероприятием.

## Спорт
Спорт в городе представлен:
- Pembina Valley Twisters - клуб Главной Юниорской Хоккейной Лиги Манитобы (Manitoba Major Junior Hockey League).
- Morris CC - кёрлинг-клуб, представители которого являются победителями чемпионатов провинции и участниками чемпионатов Канады.